# Municipalità Isole Settentrionali
La Municipalità Isole Settentrionali (Inglese: Northern Islands Municipality) è una delle quattro principali suddivisioni politiche delle Isole Marianne Settentrionali. Comprende una serie di isole (da nord a sud): Farallon de Pajaros, Isole Maug, Asuncion, Agrihan, Pagan, Alamagan, Guguan, Zealandia Bank, Sarigan, Anatahan e Farallon de Medinilla. La superficie totale delle isole, compresi scogli e isolette affioranti, è 154,755 km².

## Popolazione
In base al Censimento degli Stati Uniti del 1º aprile 2000, la popolazione è di sole sei persone (tutte su Alamagan), ma Pagan e Agrihan hanno popolazione stagionale. Gli abitanti originari di questa municipalità si sono trasferiti a Saipan per motivi economici ed educativi. Alcune isole sono state evacuate a causa delle attività vulcaniche, come l'eruzione dell'Anatahan (2003) e del Pagan (1980, ed in seguito mai più abitata).
Gli uffici amministrativi e quello del sindaco, tradizionalmente residente a Shomushon sull'isola di Pagan, è attualmente a Saipan. Le persone votanti, in base ai registri, sono 100 Per la Camera dei rappresentanti, i voti delle Isole Settentrionali eleggono il rappresentante di Saipan.

## Trasporti e comunicazioni
Molte delle isole sono raggiungibili solo tramite nave, eccetto per una pista di atterraggio che serve Pagan. Non esiste una rete telefonica, e gli abitanti usano generatori per l'elettricità e le comunicazioni radio.

## Economia
Agricoltura e pesca sono essenzialmente svolte per il sostentamento. Su Pagan è presente una miniera di pozzolana.